# Vetenskapsåret 1853

## Händelser
- Okänt datum - Exhibition of the Industry of All Nations, en världsutställning i New York, USA. Elisha Otis demonstrerar en hiss med säkerhetsbroms.
- Okänt datum - Great Industrial Exhibition arrangeras i Dublin, Irland.

## Pristagare
- Copleymedaljen: Heinrich Wilhelm Dove, tysk fysiker och meteorolog.
- Wollastonmedaljen: [1]
  - Adolphe d'Archiac, fransk geolog och paleontolog.
  - Edouard de Verneuil, fransk paleontolog.

## Födda
- 18 juli - Hendrik Lorentz (död 1928), nederländsk fysiker och Nobelpristagare.
- 2 september - Wilhelm Ostwald (död 1932), lettisk-tysk kemist, Nobelpristagare.

## Avlidna
- 17 mars - Christian Doppler, (född 1803), österrikisk fysiker.
- 23 april - Auguste Laurent ((född 1807), fransk kemist.
- 2 oktober - François Arago, (född 1786), fransk astronom, fysiker och statsman.

### Fotnoter
1. ↑  ”Geological Society”. Arkiverad från originalet den 5 juni 2011. https://web.archive.org/web/20110605102217/http://www.geolsoc.org.uk/gsl/society/history/page750.html. Läst 13 april 2011.